# Nesapterus abnormalis
Nesapterus abnormalis är en skalbaggsart som beskrevs av Sharp 1908. Nesapterus abnormalis ingår i släktet Nesapterus och familjen glansbaggar. Inga underarter finns listade i Catalogue of Life.